# اتفاقية ساعات العمل وفترات الراحة (النقل البري) ، 1979
اتفاقية ساعات العمل وفترات الراحة (النقل البري) ، 1979 هي اتفاقية منظمة العمل الدولية.

تأسست عام 1979 ، وذكر في مقدمتها:
تم اقرار اعتماد بعض المقترحات الخاصة بساعات العمل وفترات الراحة في النقل البري. . .

## تعديل
الاتفاقية هي تعديل لاتفاقية  منظمة العمل الدولية C67، اتفاقية ساعات العمل وفترات الراحة (النقل البري) ، 1939 (مهمل) .

## تصديقات
منذ عام 2013، تم التصديق على المعاهدة من قبل تسع دول.
| دولة                        | تاريخ          | ملاحظات |
| --------------------------- | -------------- | ------- |
| الاكوادور                   | 20 مايو 1988   |         |
| العراق                      | 17 أبريل 1985  |         |
| المكسيك                     | 10 فبراير 1982 |         |
| إسبانيا                     | 7 فبراير 1985  |         |
| سويسرا                      | 4 مايو 1981    |         |
| ديك رومى                    | 17 مارس 2005   |         |
| أوكرانيا                    | 9 يونيو 2008   |         |
| أوروغواي                    | 19 يونيو 1989  |         |
| جمهورية فنزويلا البوليفارية | 5 يوليو 1983   |         |

## روابط خارجية
- نص .
- تصديقات .